# Thury (Côte-d’Or)
Thury település Franciaországban, Côte-d’Or megyében. Lakosainak száma 260 fő (2022. január 1.). Thury Saint-Pierre-en-Vaux, Champignolles, Molinot, Viévy, Épinac és Sully községekkel határos.

## Népesség
A település népessége az elmúlt években az alábbi módon változott:
| Lakosok száma | 342  | 318  | 310  | 283  | 287  | 284  | 275  | 254  | 254  | 260  |
|               | 1968 | 1982 | 1990 | 2006 | 2013 | 2015 | 2017 | 2019 | 2020 | 2022 |